# Zoey 101
A Zoey 101 2005-ben bemutatott amerikai Nickelodeon-sorozat, melyet Dan Schneider készített. A főszereplőt, Zoey Brooksot Britney Spears húga, Jamie Lynn Spears alakítja. A történetet Bryan Spears álmodta meg. A sorozat 2008-ban ért véget. Főbb szerepeit minden évadban mások alakították.

## Cselekmény
Zoey Brooks egy 13 éves kiskamasz, akit az apja az öccsével, Dustin Brooks-szal (Paul Butcher) egy kaliforniai bentlakásos iskolába, a Pacific Coast Academy-ra, vagyis a PCA-ra küld tanulni. Zoey a 101-es szobában lakik, innen ered a sorozat címe is. Zoey találkozik egy Chase Matthews (Sean Flynn) nevű fiúval, és megannyi kalandon keresztül a sorozat utolsó epizódjában végül összejönnek.

## Évados áttekintés
| Évad | Epizódok | Évadpremier          | Évadfinálé        |
| ---- | -------- | -------------------- | ----------------- |
| 1    | 13       | 2005. január 9.      | 2005. május 1.    |
| 2    | 12       | 2005. szeptember 10. | 2006. április 30. |
| 3    | 23       | 2006. szeptember 24. | 2008. január 4.   |
| 4    | 13       | 2008. január 27.     | 2008. május 2.    |

## Szereplők
| Szereplő    | Színész           |
| ----------- | ----------------- |
| Zoey Brooks | Jamie Lynn Spears |